# Moskva Rådhus
Moskva Rådhus er en stor rød murstensbygning i det centrale Moskva stik øst for Statens Historiske Museum. Bygningen har ikke huset byadministrationen siden 1917, men anvendes i stedet nu til at huse nogle af de store samlinger fra Statens Historiske Museum.
55°45′22″N 37°37′07″Ø / 55.75611°N 37.61861°Ø